# Defiance (Misuri)
Defiance es un lugar designado por el censo ubicado en el condado de St. Charles en el estado estadounidense de Misuri. En el Censo de 2010 tenía una población de 155 habitantes y una densidad poblacional de 58,85 personas por km².

## Geografía
Defiance se encuentra ubicado en las coordenadas 38°37′58″N 90°47′5″O / 38.63278, -90.78472. Según la Oficina del Censo de los Estados Unidos, Defiance tiene una superficie total de 2.63 km², de la cual 2.63 km² corresponden a tierra firme y (0%) 0 km² es agua.

## Demografía
Según el censo de 2010, había 155 personas residiendo en Defiance. La densidad de población era de 58,85 hab./km². De los 155 habitantes, Defiance estaba compuesto por el 94.19% blancos, el 3.23% eran afroamericanos, el 0% eran amerindios, el 0% eran asiáticos, el 0% eran isleños del Pacífico, el 2.58% eran de otras razas y el 0% pertenecían a dos o más razas. Del total de la población el 1.94% eran hispanos o latinos de cualquier raza.